# Non vivere bonum est, sed bene vivere
La frase latina non vivere bonum est, sed bene vivere (lett. Non è bene il vivere, ma il vivere bene) deriva da un passo delle Lettere a Lucilio di Seneca (ep. 70, 4).
Il contesto della frase riguarda il tema della morte, che secondo il filosofo è da considerare una necessità ineluttabile, da accettare con animo sereno. Di conseguenza, per il saggio, non è importante vivere a lungo, ma vivere bene: nel momento in cui raggiunga la consapevolezza di non potere più essere sereno e di non potere più opporsi alle sventure e ai capricci della sorte, dovrebbe anzi mettere fine egli stesso alla sua vita.